# Bodedia variicoxa
Bodedia variicoxa är en stekelart som beskrevs av André Seyrig 1952. Bodedia variicoxa ingår i släktet Bodedia och familjen brokparasitsteklar. Inga underarter finns listade.